# Tour de Sebnitz
Le Tour de Sebnitz (en allemand : Rund um Sebnitz) est une course cycliste disputée à Sebnitz en Saxe, en Allemagne. Elle a lieu sur une journée au mois de septembre. 
La première édition de l'épreuve se tient le 7 octobre 1954. En 2015, elle intègre le calendrier de l'UCI Europe Tour en catégorie 1.2.

## Palmarès
| Année     | Vainqueur             | Deuxième            | Troisième                |
| --------- | --------------------- | ------------------- | ------------------------ |
| 1954      | Helmut Stolper (de)   |                     |                          |
| 1955      | Horst Tüller          |                     |                          |
| 1956      | Peter Härtel (de)     |                     |                          |
| 1957      | Otto Altweck (de)     |                     |                          |
| 1958      | René Vanderveken (it) |                     |                          |
| 1959      | Klaus Ampler          |                     |                          |
| 1960      | Adriaan Biemans       |                     |                          |
| 1961      | Gustav-Adolf Schur    |                     |                          |
| 1962      | Eberhard Butzke (de)  |                     |                          |
| 1963      | Eddy Merckx           |                     |                          |
| 1964      | Kurt Müller           |                     |                          |
| 1965      | Gianfranco Gallon     |                     |                          |
| 1966      | Dieter Mickein (de)   |                     |                          |
| 1967      | Rainer Marks (de)     |                     |                          |
| 1968      | pas de course         | pas de course       | pas de course            |
| 1969      | Axel Peschel          |                     |                          |
| 1970      | Dieter Gonschorek     |                     |                          |
| 1971      | Louis Verreydt        |                     |                          |
| 1972      | Luděk Kubias (de)     |                     |                          |
| 1973      | Luděk Kubias (de)     |                     |                          |
| 1974      | Lothar Grüner (de)    |                     |                          |
| 1975-1989 | pas de course         | pas de course       | pas de course            |
| 1990      | Ángel Yesid Camargo   |                     |                          |
| 1991-1993 | pas de course         | pas de course       | pas de course            |
| 1994      | Ralph Keller          |                     |                          |
| 1995      | Jürgen Werner         |                     |                          |
| 1996      | Martin Müller         |                     |                          |
| 1997      | Uwe Ampler            |                     |                          |
| 1998      | Michael Giebelmann    |                     |                          |
| 1999      | Timo Scholz           |                     |                          |
| 2000      | Torsten Hiekmann      |                     |                          |
| 2001      | Tilo Schüler (de)     |                     |                          |
| 2002      | pas de course         | pas de course       | pas de course            |
| 2003      | Paul Martens          |                     |                          |
| 2004      | Udo Müller            | Henri Werner        | Dennis Haueisen          |
| 2005      | Karsten Volkmann      |                     |                          |
| 2006      | Erik Mohs             | Karsten Volkmann    | Matthias Hirsch          |
| 2007      | Erik Mohs             | Ingmar Dassler      | Michael Weicht (de)      |
| 2008      | Martin Prázdnovský    | Steffen Radochla    | Björn Schröder           |
| 2009      | René Obst             | Robert Förster      | Matthias Friedemann      |
| 2010      | Jens Voigt            | Björn Schröder      | Robert Bengsch           |
| 2011      | Christian Knees       | Sebastian Lang      | Johannes Sickmüller (de) |
| 2012      | Stefan Schäfer        | Andreas Schillinger | Martin Hačecký           |
| 2013      | pas de course         | pas de course       | pas de course            |
| 2014      | Andi Bajc             | Jiří Polnický       | Mathias Wiele            |
| 2015      | Maximilian Kuen       | Kamil Gradek        | Marek Čanecký            |
| 2016      | pas de course         | pas de course       | pas de course            |
| 2017      | Roger Kluge           | Christian Koch      | Christoph Pfingsten      |
| 2018      | Marcel Franz          | Jonathan Dinkler    | Jan Tschernoster         |
| 2019      | Adam Ťoupalík         | Dominik Bauer       | Florenz Knauer           |
| 2020-2021 | pas de course         | pas de course       | pas de course            |
| 2022      | Tobias Nolde          | Pierre-Pascal Keup  | Jon Knolle               |
| 2023      | Ole Theiler           | Pierre-Pascal Keup  | Roger Kluge              |
| 2024      | Julian Borresch       | Luca Dressler       | Joshua Huppertz          |